# Vizegrafschaft Meaux
Schon die Grafen von Vermandois setzten in der Grafschaft Meaux, die zu ihrem Besitz gehörte, Vizegrafen als ihre Stellvertreter ein. Im frühen 11. Jahrhundert gelangte die Grafschaft Meaux in den Besitz der Familie der Grafen von Blois, wo sie mit deren anderen Besitzungen in der Grafschaft Champagne aufging. Die Grafenfamilie setzte ebenfalls in Meaux, wie auch in Troyes und Chartres, Vizegrafen ein.
Die ersten bekannten Vizegrafen besaßen als Burggrafen von Cambrai politisches Gewicht in Flandern.
Zu den bekanntesten von ihnen gehört Hugo III., der sich als Trouvère am Hof der Gräfin Marie von Champagne einen Namen machte. Er brachte auch seinen Verwandten, den berühmten Trouvère und Kreuzfahrer, Conon de Béthune an den Hof der Gräfin zu Troyes.
Nach dem Aussterben des ersten Hauses galangte die Vizegrafschaft durch Vererbung in den Besitz verschiedener Adelshäuser Frankreichs.

## Haus Cambrai - Oisy
- ????-???? Hugo I.
- ????-???? Hugo II. Sohn
- ????-???? Simon Sohn
- ????-1176 Hugo III. Sohn
- 1176-1176 Hildiarde Schwester

## Haus Montmirail
- 1176-1217 Johann I. Sohn Hildiarde's und des Andreas de Montmirail
- 1217-1240 Johann II. Sohn
- 1240-???? Matthias Bruder
- ????-???? Maria I. Schwester

## Das Haus Boves
- ????-1311 Enguerrand I. (IV.) Sohn von Maria I. und des Enguerrand III. von Coucy
- 1311-???? Johann III. Neffe
- ????-???? Johanna I. Tochter

## Haus Châtillon
- ????-1337 Walter (VII.) Sohn von Johanna I. und des Walter VI. de Châtillon

## Haus Gent
- 1337-1344 Enguerrand II. Neffe Johanns III.
- 1344-1350 Philipp I. Sohn
- 1350-1368 Johanna II. Tochter
- 1368-1371 Eleonore Schwester

## Haus Béthune
- 1371-1408 Robert (VIII.) de Vendeuil Neffe mütterlicherseits von Philipp I.
- 1408-1450 Johanna III. Tochter

## Haus Scarponnois
- 1450-1462 Johanna IV. von Bar (Gräfin von Soissons) Tochter Johanna's III. und Robert II. von Bar

## Haus Luxemburg
- 1462-1483 Pierre II de Luxembourg, Graf von St. Pol, Brienne und Soissons, Sohn Johanna's IV. und Graf Ludwig I. von Brienne und Ligny
- 1483-1547 Marie de Luxembourg, Gräfin von St. Pol, Ligny und Soissons, Tochter

## Haus Bourbon
- 1547-1557 Ludwig I. (Bischof von Sens) Sohn von Marie II. und des Grafen Franz von Vendôme
- 1557-1569 Ludwig II. (Prinz von Condé) Neffe
- 1569-1588 Heinrich I. (Prinz von Condé) Sohn
- 1588-1627 Heinrich II. (Prinz von Condé) Sohn

Heinrich II. von Condé verkaufte Meaux am 13. August 1627 an den Herzog von Sully.

## Haus Béthune
- 1627-1627 Maximilian (I.) von Béthune "der große Sully" (Herzog von Sully, Marschall von Frankreich) Ur-Ur-Ur-Ur-Großneffe von Robert (VIII.) de Vendeuil
- 1627-1640 Philipp II. Enkel
- 1640-1661 Maximilian (III.) Franz Enkel Maximilian's I.
- 1661-1694 Maximilian (IV.) Peter Franz Sohn
- 1694-1704 Charlotte Séguier Witwe Maximilian's III.
- 1704-1712 Maximilian (V.) Peter Franz Nikolaus Sohn Maximilian's IV.
- 1712-1729 Maximilian (VI.) Heinrich Bruder
- 1729-1761 Ludwig Peter Maximilian Ur-Urenkel Maximilian's I.
- 1761-1786 Maximilian Anton Armand Cousin Ludwig Peter's
- 1786-1792 Maximilian Gabriel Ludwig Sohn